# Тегеранская международная книжная ярмарка

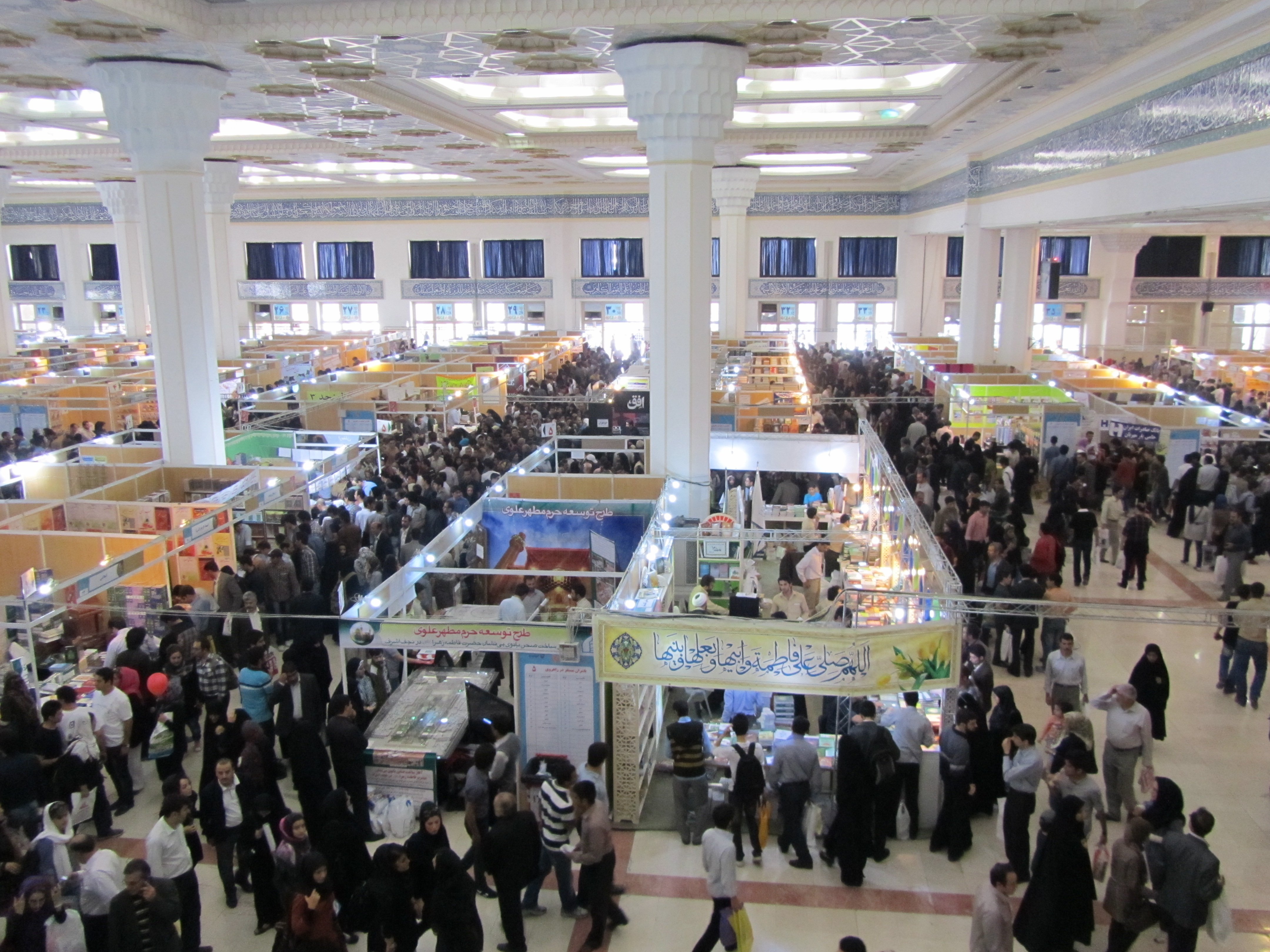
25-я ярмарка, 2012 год

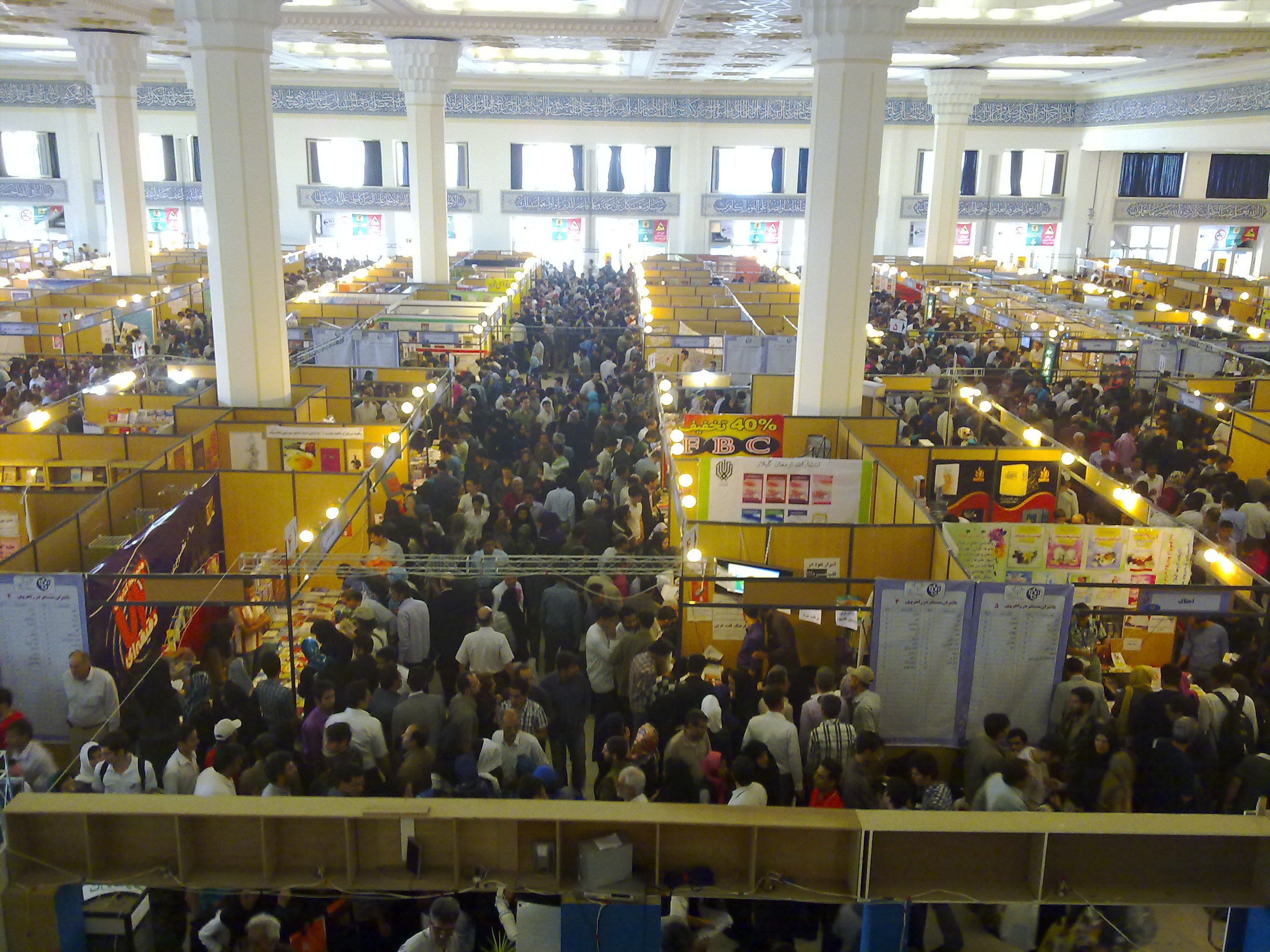
Главный зал общих книг в помещении иранской столицы Мосалла-э Тегеран

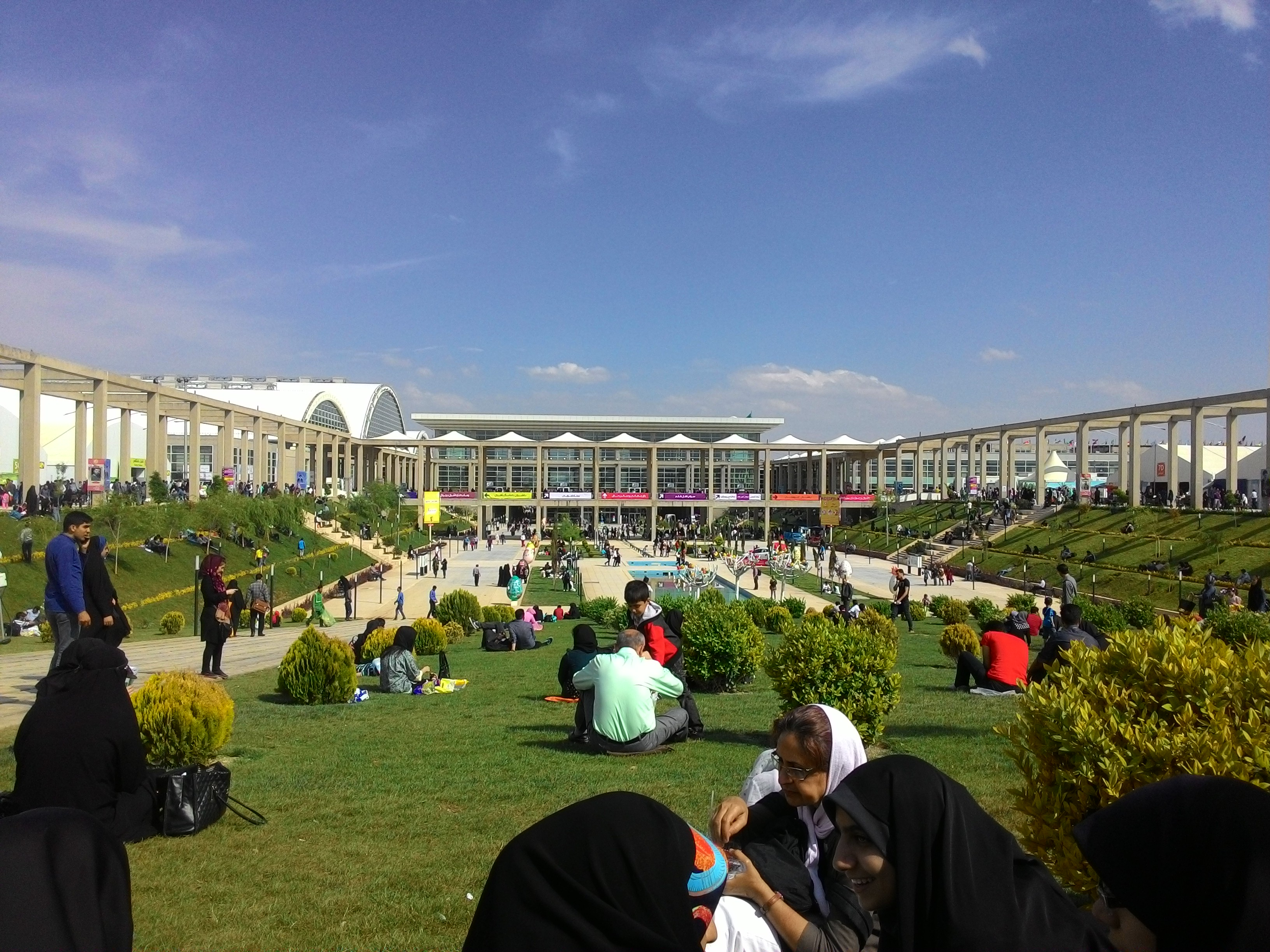
29-я Тегеранская международная книжная ярмарка

Тегеранская международная книжная ярмарка (перс. نمایشگاه بین‌المللی کتاب تهران‎, англ.  Tehran International Book Fair (TIFB)) — ежегодная книжная ярмарка, проходящая в начале мая в Тегеране, Иран с 1987 года.
Мероприятие традиционно проходило в Мосалле имама Хомейни в районе Аббасабад. В 2017 году выставка прошла в районе Шахрэ афтаб. Ярмарка делится на огромное число секций, среди которых, например, «Дом литераторов» — секция книг в честь выдающихся иранских деятелей различных областей.
Книжная выставка в Иране ежегодно собирает сотни тысяч посетителей, что обусловлено традиционно сложившимся в стране интересом к чтению и книгам. Главное тому подтверждение – традиционное участие в церемонии открытия этого праздника книги Президента и первых лиц Исламской Республики Иран.
Все книги, представленные на ярмарке, доступны для продажи. На последней ярмарке в 2016 году сумма проданных книг составила более 120 млн иранских риалов (около 38 млн долларов).
В среднем каждый год в выставке участвуют около 2500 иранских и 600 иностранных издателей. Иностранные издательства в основном предлагают книги на английском или арабском языке, однако среди представленных на выставке книг также имеются материалы на французском, немецком, китайском, корейском, японском, русском и других языках.

## Россия на Международной книжной выставке в Тегеране
Россия впервые стала почётным гостем на 27-й Выставке в 2014 году. На объединённом российском стенде общей площадью 70 кв. м. 30 ведущих отечественных издательств представили более 800 книг. Темой экспозиции стала «Связь двух поэзий: Россия и Иран». Интерес к многовековой культуре Ирана в России зародился с конца XVIII века, с публикации в 1796 году первых художественных переводов классической персидской поэзии. Во второй половине XIX века — «Золотого века» русской литературы — интерес к поэтическому фольклору и поэзии Ирана нашёл своё отражение в творчестве Пушкина, Майкова, Тютчева, Фета. Поэтому в дизайне национального российского стенда были использованы фотографии знаменитых российских поэтов: Александра Пушкина, Михаила Лермонтова, Сергея Есенина, Ивана Бунина, Константина Бальмонта. На фоне фотографий гармонично разместились стихи этих поэтов о Востоке на русском и персидском языках.
На 29-й выставке Россия участвовала в качестве почётного гостя, представив более 1200 наименований книг по литературе, истории, искусству, туризму и другим тематикам. В рамках программы российского стенда были организованы 30 заседаний и круглых столов, а также 15 программ по межвузовскому сотрудничеству.
Выступая на открытии, специальный представитель Президента Российской Федерации по международному культурному сотрудничеству Михаил Швыдкой отметил высокий взаимный интерес издателей к литературным произведениям обеих стран. При этом Швыдкой особо подчеркнул, что сегодня народы Ирана и России имеют весьма отдалённое представление о современной литературе друг друга.